# Coțofanca
Coțofanca – wieś w Rumunii, w okręgu Călărași, w gminie Gurbănești. W 2011 roku liczyła 470 mieszkańców.